# Франкенмут

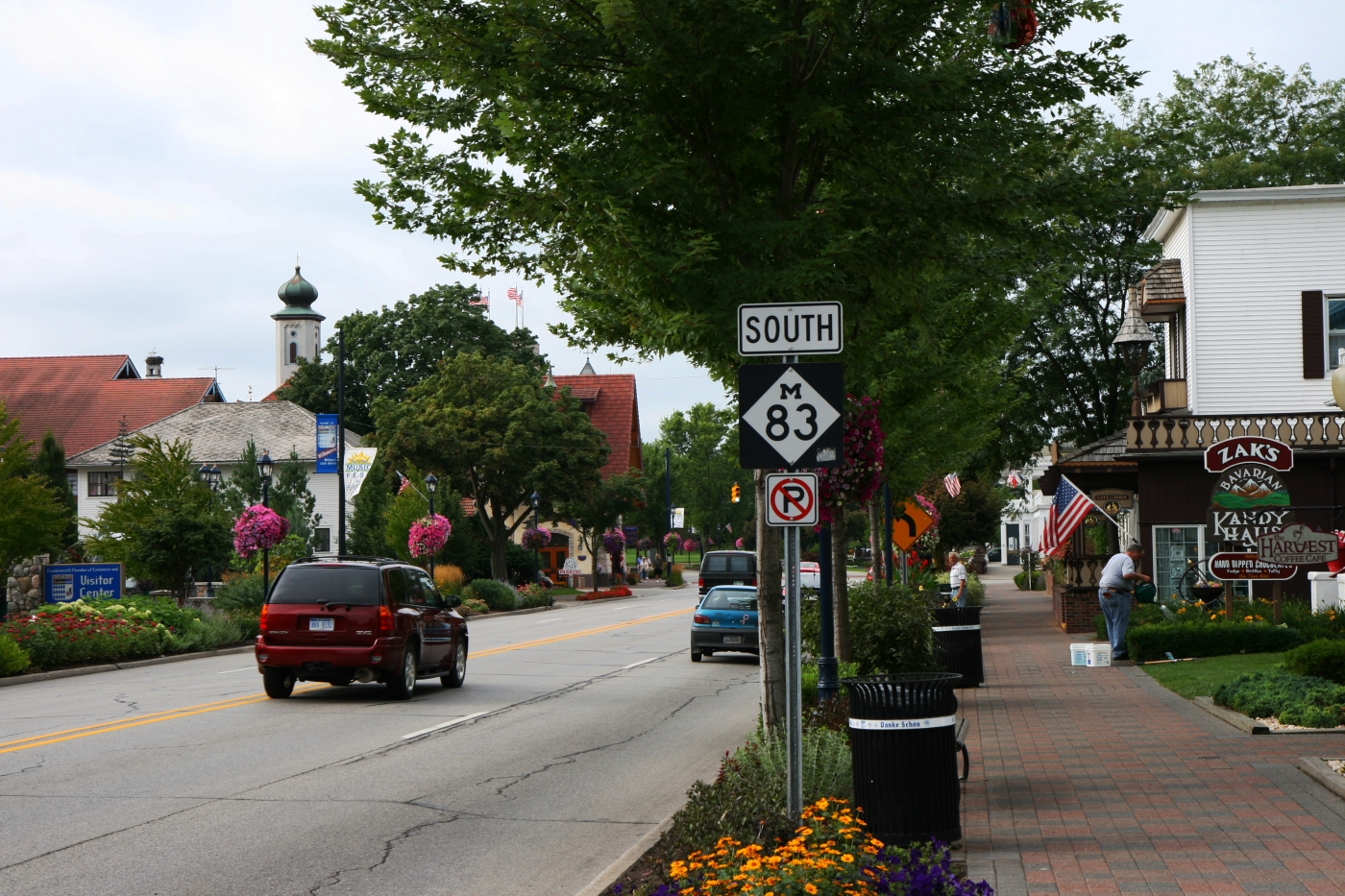
Центр города

Франкенмут (англ. Frankenmuth) — город в штате Мичиган, округ Сагино. Город является одним из туристических центров в штате Мичиган, привлекающим несколько миллионов туристов ежегодно.

## География
Город занимает площадь 7,2 км², из которых 7,1 км² земли и 0,2 км² — вода. Через город протекает река Касс.

## История
Этот район был освоен в 1845 году лютеранами из Франконии, в основном выходцами из городка Росталь. Этим объясняется название места.
Благодаря сохраняемым баварским традициям город неофициально называют «Маленькая Бавария».

## Население
По данным переписи 2000 года во Франкенмуте проживало 4838 человек, число домохозяйств составляло 2123. Имелось 1322 семей.
Плотность населения составляет 684,2 человек на км². 98,8 % населения составляют белые американцы, 0,27 % афроамериканцев, 0,21 % коренных американцев (индейцев), 0,29 % азиатов, 0,06 % других рас.
54,8 % населения состоят в браке, 24,8 % домохозяйств имеют детей в возрасте до 18 лет, 37,7 % не замужем.

## Экономика
Основным источником дохода является туризм. Франкенмут ежегодно посещает около трёх миллионов туристов и экскурсантов.
Основными достопримечательностями являются самый большой в мире магазин рождественских подарков Bronner’s Christmas Wonderland, рестораны в баварском стиле. Город привлекает туристов также несколькими фестивалями.

## Города-побратимы
- Гунценхаузен (Бавария)